# الزوجة الثانية (مسلسل)
الزوجة الثانية، مسلسل تلفزيوني مصري عرض في رمضان 1434هـ/2013م .

## قصة المسلسل
تحت راية القهر والظلم والاستعباد يعيش الفلاحيون بإحدى القرى الريفية التي يحكمها استبداد عمدتها الثري، الذي يقرر الزواج من إحدى نساء القرية حتى يتمكن من الإنجاب بعد أن فقد الأمل في زوجته العاقر. وبالقهر يجبر الفلاح أبو العلا على تطليق زوجته فاطمة للزواج منها، لكنها تمنع نفسها عن العمدة، وتصبح حامل من زوجها الحقيقي أبو العلا، مما يتسبب في موت العمدة عقب إصابته بالشلل التام، وتبدأ فاطمة في إعادة كل ما هو مسلوب من الفقراء وإعطاء كل ذي حق حقه.
يذكر أن المسلسل مأخوذ من الفيلم السينمائي والذي يحمل نفس الاسم "الزوجة الثانية"، وقام ببطولته كل من سعاد حسني وشكري سرحان.

## بطولة
- أيتن عامر
- عمرو واكد
- عمرو عبد الجليل
- علا غانم
- مونيا
- نجلاء بدر
- أحمد صيام
- زكي فطين عبد الوهاب
- هشام إسماعيل
- إيناس عز الدين
- ياسين الضوي
- صلاح حنفي
- بدرية طلبة
- فاطمة عادل
- ولاء الشريف